# Донський Марко Семенович
Марко Семенович Донський (Донськой) (нар. 19 березня 1901, Одеса — 21 березня 1981, Москва) — радянський кінорежисер, сценарист і педагог. Народний артист СРСР (1966). Герой Соціалістичної Праці (1971). Лауреат трьох Сталінських (1941, 1946, 1948) та Державної премії СРСР (1968). Нагороджений орденами і медалями.

## Життєпис
В 1925 — закінчив правовий відділ факультету суспільних наук Кримського університету.
Творчу діяльність у кіно розпочав 1925 р. Був сценаристом і помічником режисера 3-ї Держкінофабрики в Москві (1925—1927), режисером «Белгоскино», Ленінградської кінофабрики художніх фільмів (1927—1932), кінофабрики «Востокфільм» (1935—1936) у Москві, кіностудії «Союздитфільм» (1936—1941, 1946—1952), кіностудії імені Довженка (1952—1958). З 1958 р. працював на «Мосфільмі».
Фільм Донського «Райдуга» було відзначено Головним призом асоціації кінокритиків США і Вищою премією газети «Daily News» «За кращий іноземний фільм в американському прокаті 1944 року», а також призом Національної ради кінооглядачів США.
Похований на Новодівичому кладовищі.

### Сім'я
- Дружина: Донська Ірина Борисівна (1918—1983) — сценарист, автор і співавтор сценаріїв до ряду фільмів М. Донського.
- Син: Донськой Олександр Маркович — кіножурналіст і сценарист[4].

## Фільмографія
Актор:
- «Повія» (1926, перехожий)

Режисер-постановник:
- 1927 «Життя»
- 1928 «У великому місті» (у співавт.; співавтор сценарію)
- 1929 «Ціна людини»
- 1930 «Піжон»
- 1930 «Чужий беріг»
- 1931 «Вогонь»
- 1934 «Пісня про щастя» (у співавт.)
- 1938 «Дитинство Горького» (за твором М. Горького, співавтор сценарію)
- 1939 «В людях» (за твором М. Горького, співавтор сценарію)
- 1940 «Мої університети» (за твором М. Горького, автор сценарію)
- 1941 «Романтики»
- 1941 «Бойова кінозбірка 9», частина «Маяк»
- 1942 «Як гартувалась сталь» (за романом М. Островського)
- 1944 «Райдуга» (режисер) (за однойменною повістю Ванди Василевської)
- 1945 «Нескорені» (сценарист, режисер)
- 1947 «Сільська вчителька»
- 1949 «Алітет іде в гори» (за однойменним романом Тихона Семушкина)
- 1953 «Наші чемпіони» (сценарист, режисер)
- 1955 «Мати» (сценарист (у співавт. з М. Коварським), режисер) (за романом М. Горького)
- 1957 «Дорогою ціною» (режисер) (мотивами однойменної повісті Михайла Коцюбинського)
- 1959 «Фома Гордєєв» (за мотивами роману М. Горького)
- 1962 «Здрастуйте, діти!»
- 1965 «Серце матері» (присвячений матері В. Леніна)
- 1966 «Вірність матері»
- 1969 «Шаляпін»
- 1973 «Надія»
- 1978 «Подружжя Орлових»